# 6-ホスホ-β-ガラクトシダーゼ
6-ホスホ-β-ガラクトシダーゼ(6-phospho-beta-galactosidase、EC 3.2.1.85)は、以下の化学反応を触媒する酵素である。
6-ホスホ-β-D-ガラクトシド + H2O {\displaystyle \rightleftharpoons } 6-ホスホ-β-D-ガラクトース + アルコール
従って、この酵素の基質は6-ホスホ-β-D-ガラクトシドと水の2つ、生成物は6-ホスホ-β-D-ガラクトースとアルコールの2つである。
この酵素は加水分解酵素、特にO-及びS-グリコシル化合物を加水分解するグリコシダーゼに分類される。系統名は、6-ホスホ-β-D-ガラクトシド 6-ホスホガラクトヒドロラーゼ(6-phospho-beta-D-galactoside 6-phosphogalactohydrolase)である。この酵素は、ガラクトースの代謝に関与している。

## 構造
2007年末時点で、4つの構造が解明されている。蛋白質構造データバンクのコードは、1PBG、2PBG、3PBG及び4PBGである。